# Präsidialkanzlei

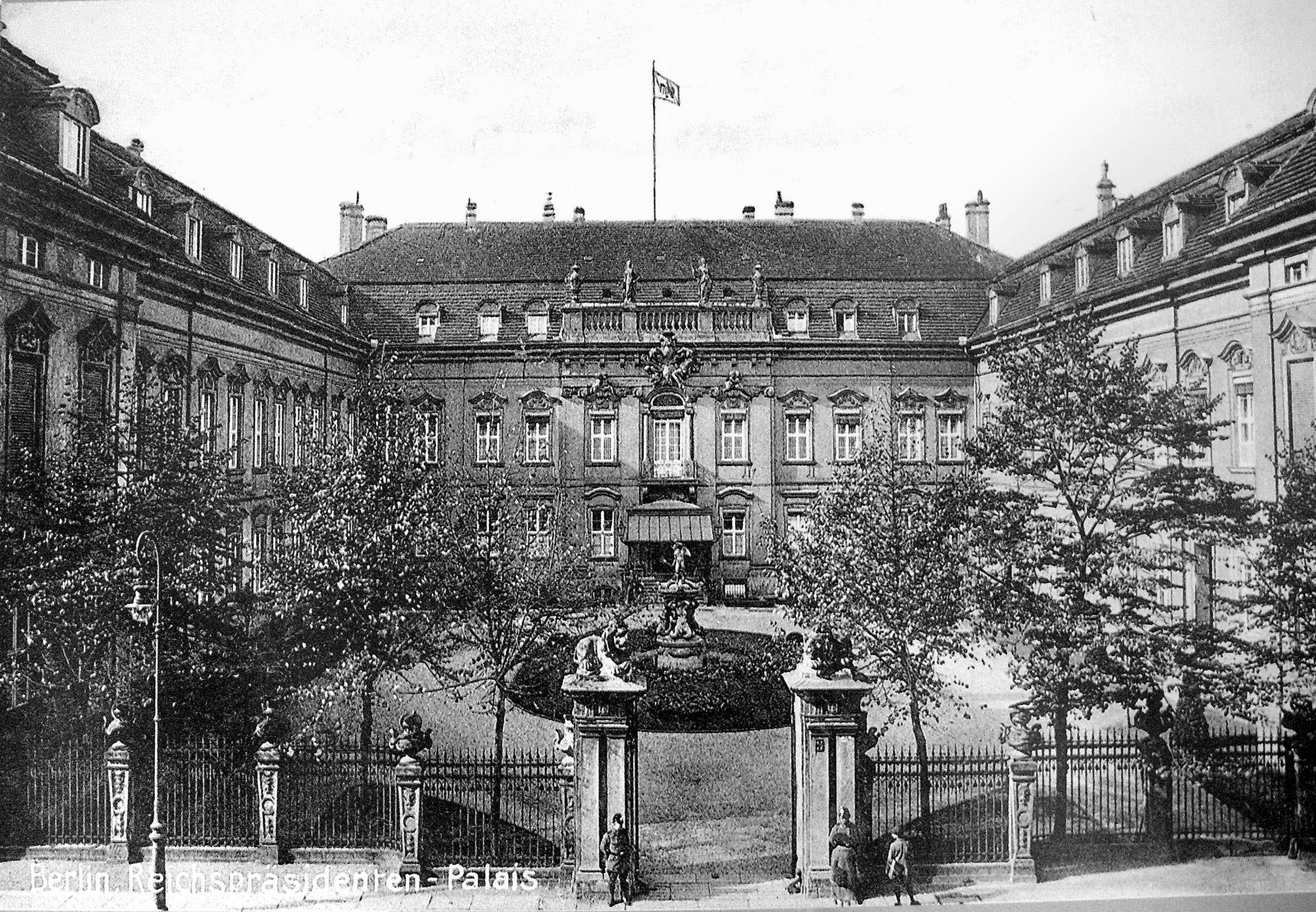
Eingang zur Präsidialkanzlei (1939)

Präsidialkanzlei war in der Zeit des Nationalsozialismus der Name des Büros des Reichspräsidenten unter der Leitung von Staatssekretär Otto Meissner.

## Geschichte

### Vorgeschichte und Schwächung des Reichspräsidenten
Mit der Ernennung Hitlers zum Reichskanzler am 30. Januar 1933 verlor das Amt des Reichspräsidenten mehr und mehr an Bedeutung. Durch das sog. „Gesetz zur Behebung der Not von Volk und Reich“, das Ermächtigungsgesetz vom 24. März 1933, ging die Gesetzgebung (Art. 1 ErmächtigungsG) auch für verfassungsändernde Gesetze (Art. 2, S. 1 ErmächtigungsG) auf die Reichsregierung über. Somit stand sie gleichberechtigt neben dem Reichstag, der als Institution, ebenso wie der Reichsrat, nicht angetastet werden durfte (Art. 2, S. 1 ErmächtigungsG). In Artikel 2 Satz 2 ErmächtigungsG hieß es zwar explizit, dass die Rechte des Reichspräsidenten unberührt bleiben, dies widersprach aber Art. 3, S. 1 ErmächtigungsG, da die von der Reichsregierung beschlossenen Gesetze nun nicht mehr vom Reichspräsidenten, sondern vom Reichskanzler ausgefertigt und verkündet wurden. Demzufolge hatte der Reichspräsident nicht mehr das verfassungsmäßige Mittel, gegen den Gesetzgeber an das Volk zu appellieren. Somit wurde das Recht des Reichspräsidenten aus Art. 70 der Weimarer Verfassung (WRV) de facto abgeschafft. Ebenso wurden die Kompetenzen des Reichspräsidenten aus Art. 48 Abs. 2 WRV praktisch außer Kraft gesetzt, da nun die Reichsregierung durch ihre Gesetzgebungskompetenz im Stande war, „die zur Wiederherstellung der öffentlichen Sicherheit und Ordnung nötigen Maßnahmen [zu] treffen“.

### Vereinigung der Ämter des Reichspräsidenten und des Reichskanzlers
Mit dem Gesetz über das Staatsoberhaupt des Deutschen Reichs vom 1. August 1934 wurde mit dem Ableben von Paul von Hindenburg die Vereinigung seines Amtes als Reichspräsident mit dem des Reichskanzlers bestimmt. Nach Hindenburgs Tod tags darauf verzichtete Adolf Hitler auf die Amtsbezeichnung „Reichspräsident“, weil Hindenburg dem Titel Reichspräsident „eine einmalige Bedeutung“ gegeben habe, wobei er auf „die Größe des Dahingeschiedenen“ hinwies. Gleichzeitig wurde nachträglich die Volksabstimmung über das Staatsoberhaupt des Deutschen Reichs über das bereits vollzogene Gesetz angeordnet. Diese fand am 19. August 1934 statt und führte zu dem Ergebnis von 89,9 % Ja-Stimmen.
Eine Auflösung des Büros des Reichspräsidenten oder dessen Eingliederung in die Reichskanzlei wäre somit nachvollziehbar gewesen. Der Chef des Büros, Staatssekretär Otto Meissner, trat mit diesem Vorschlag an Hitler heran und bat gleichzeitig um seine Versetzung in den Ruhestand. Beides wurde mit der Begründung abgelehnt, dass Hitler nicht wisse, wie lange beide Ämter vereinigt bleiben sollten.

## Aufgaben
Das Reichspräsidialamt wurde 1934 in „Präsidialkanzlei“ und 1937 in „Präsidialkanzlei des Führers und des Reichskanzlers“ umbenannt und war fortan bis zum Zusammenbruch 1945 für repräsentative und formelle Angelegenheiten wie Beamtenernennungen, Gnadensachen, Ordens- und Titelverleihungen und protokollarische Aufgaben zuständig. Die WRV verbot zwar die Verleihung von Orden und Ehrenzeichen sowie die Annahme ausländischer Orden und Titel (Art. 109 WRV), jedoch setzte sich das totale Ordensverbot in der Praxis nicht durch, da die Länder weiterhin die Lebensrettungsmedaille verliehen und der Reichspräsident an ausländische Staatsgäste das Ehrenzeichen des Deutschen Roten Kreuzes – das nicht unter das staatliche Ordensverbot fiel, da das Deutsche Rote Kreuz privatrechtlich organisiert war – verlieh. Für geistige und künstlerische Verdienste hatte Reichspräsident Friedrich Ebert 1922 den „Adlerschild des Deutschen Reiches“ und anlässlich des 100. Todestages von Goethe die „Goethe-Medaille für Kunst und Wissenschaft“. Hierbei handelte es sich um Auszeichnungen, die vom „Träger“ nicht getragen werden konnten, also um „Vitrinenorden“.
Während der nationalsozialistischen Gewaltherrschaft – vor allem während des Zweiten Weltkrieges – wurde eine Vielzahl von Orden und Ehrenzeichen gestiftet, für deren Verleihung die Präsidialkanzlei zuständig war, sofern es sich nicht um Auszeichnungen der NSDAP oder ihrer Gliederungen handelte. Dies hatte zu einer Stellenvermehrung geführt, die lediglich verwaltungsmäßig bedingt, aber politisch bedeutungslos war.

## Vorgänger- und Nachfolgeorganisationen
- Funktionsvorgänger in der Weimarer Republik war das Büro des Reichspräsidenten
- Funktionsnachfolger in der Bundesrepublik Deutschland ist das Bundespräsidialamt